# استجابة القنوات الحسية الذاتية
استجابة القنوات الحسية الذاتية (بالإنجليزية: ASMR) هي تقنية استرخاء اشتهرت مؤخرا، وتتمثل في التنميل والوخز الخفيف الذي يتولد في مؤخرة الدماغ ويمتد للعمود الفقري والأطراف، نتيجة التعرض لمؤثرات سمعية وبصرية معينة، فيعطي الإحساس بالمتعة و الاسترخاء التام، وهو أمر يختلف من شخص لآخر.

## نظرية أي إس أم آر
وتوضح بعض الاستقراءات النظرية في الموضوع أن الأشخاص المصابين باكتئاب أو آلام مزمنة يستطيعون أن يظهروا تحسناً مؤقتاً في أعراضهم المرضية، بعد تعرضهم لظاهرة أي أس إم آر التي عرفت انتشاراً كبيراً في السنوات الأخيرة على وسائل الإعلام والتواصل المعروفة وفي مقدمتها موقع يوتيوب، حيث يلجأ العديد من الأشخاص لعيش هذه التجربة الحسية الغريبة والفريدة كالتخلص من الضغط اليومي للعمل، التقليل من نوبات القلق أو الخوف، التخفيف من صداع رأسي، الاسترخاء الفوري للمساعدة على النوم بشكل هادئ وطبيعي بدون التعاطي لأي حبوب مهدئة ولا مضادات اكتئاب.

## علميا
رغم عدم وجود دراسات سريرية حاسمة في الموضوع حتى الآن، من أجل وضع تفسير عِلمي دقيق لتلك الأحاسيس المتولدة كردود فعل عصبية طبيعية تجاه محفزات صوتية أو مرئية، ولم قد تختلف ردود الأفعال هذه من شخص لآخر وحسب نوعية المحفز، في حين لا يتأثر البعض بأي منها، فقد قام بعض العلماء بخطوة أولية لدراسة الموضوع والتعمق فيه أكثر.